# Motins no Reino Unido em 2024

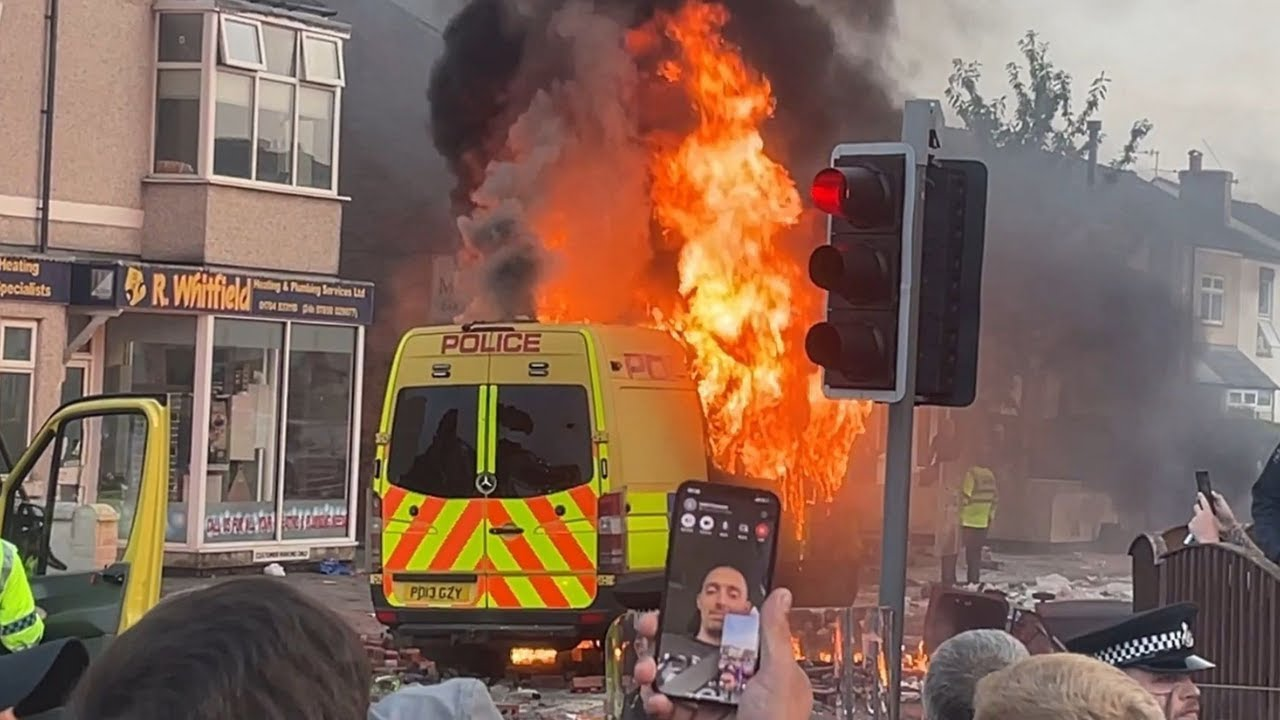
Carro da polícia incendiado em Southport durante os tumultos em 30 de julho

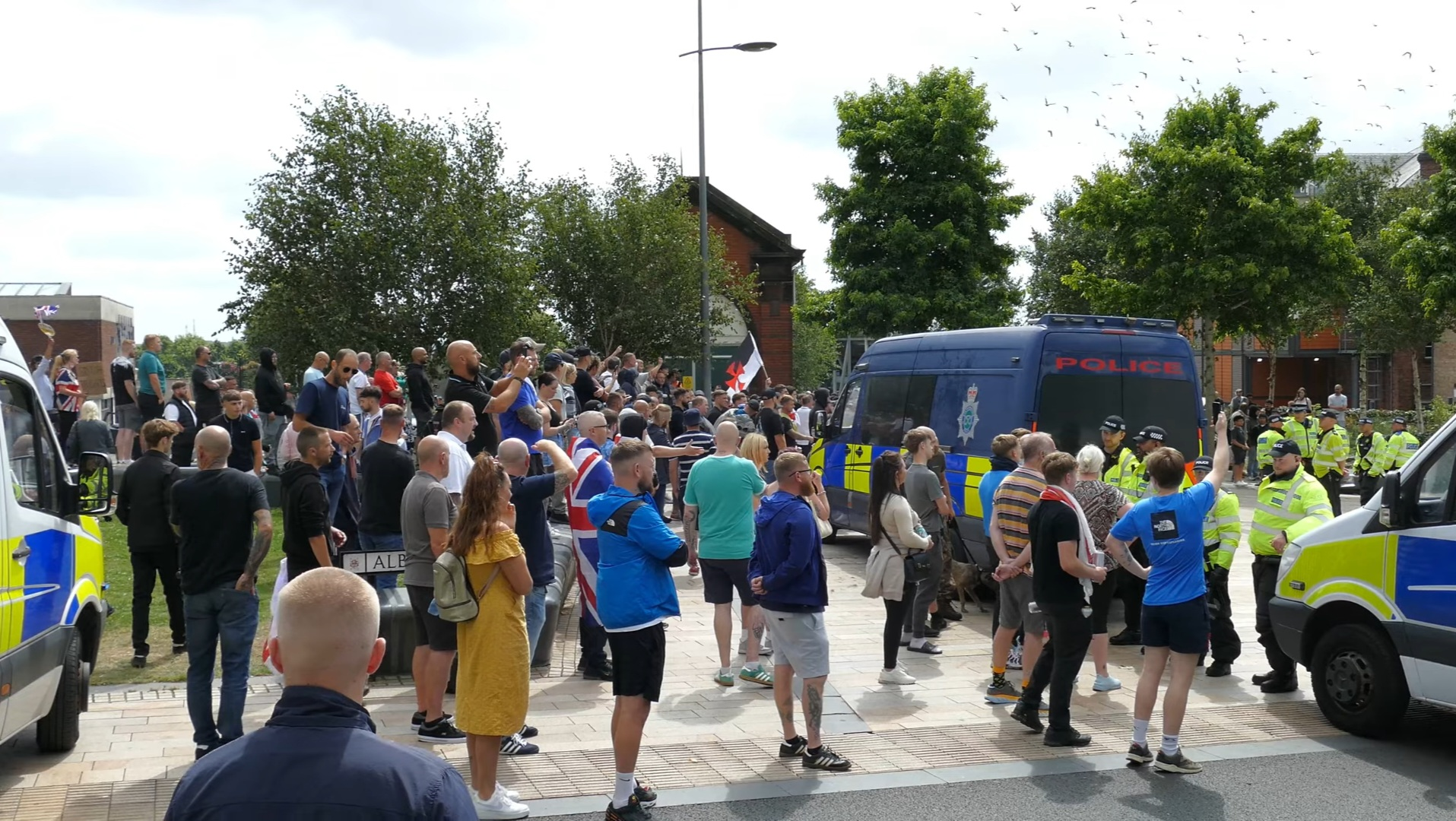
Protesto em Stoke-on-Trent em 3 de agosto

Motins no Reino Unido por grupos de extrema-direita ocorreram em várias partes da Inglaterra e na Irlanda do Norte desde 30 de julho de 2024, o que foi o pior distúrbio público desde os tumultos na Inglaterra em 2011. Os motins incluíram saques, incêndios criminosos e ataques racistas, após um esfaqueamento em massa de crianças em Southport, em 29 de julho. O motim inicial em Southport e os motins subsequentes em outros lugares foram ligados à desinformação nas redes sociais sobre a identidade do agressor de Southport, além de islamofóbicos preexistentes, racistas, e sentimento anti-imigrante. Grupos fascistas fizeram uma campanha de desinformação online e membros do grupo neonazista Alternativa Patriótica estiveram envolvidos no motim de Southport. Contra-manifestantes, incluindo Stand Up to Racism,  grupos antifascistas e anti-racistas,  moradores locais não afiliados,  e muçulmanos locais,  se opuseram aos manifestantes, com confrontos ocorrendo entre lados opostos desde o início da agitação.
Os tumultos começaram no dia 30 de julho, quando uma multidão, incluindo apoiadores da islamofobia e agora dissolvida Liga de Defesa Inglesa, se reuniu do lado de fora da Mesquita de Southport. Alguns manifestantes acreditaram erroneamente que o suspeito do esfaqueamento em massa era um imigrante muçulmano devido à desinformação nas plataformas de redes sociais. Os manifestantes atacaram policiais, atiraram objetos contra a mesquita e incendiaram um veículo policial. O motim deixou mais de cinquenta policiais feridos, alguns gravemente; três cães policiais ficaram feridos e várias prisões foram feitas. A agitação se espalhou para outras partes da Inglaterra e também para Belfast, na Irlanda do Norte, nos dias seguintes. Em 31 de julho, mais de 100 manifestantes foram presos em Londres e ocorreram manifestações em Manchester, Hartlepool e Aldershot. Em 2 de agosto, ocorreram tumultos em Sunderland, onde uma delegacia de polícia foi incendiada, três policiais ficaram feridos e várias pessoas foram presas. No dia 3 de agosto, manifestantes de extrema-direita entraram em confronto com a polícia e contra-manifestantes em vários locais, tendo uma biblioteca em Liverpool sido incendiada. Em 4 de agosto, manifestantes quebraram janelas e incendiaram edifícios do Holiday Inn Express em Rotherham e Tamworth que abrigavam migrantes. Em Middlesbrough, os manifestantes partiram janelas e atacaram casas e carros numa área residencial, e em Bolton, com protestantes anti-imigração e contra-manifestantes entrando em confronto com a polícia.